# Grand Theft Auto: The Ballad of Gay Tony
Grand Theft Auto: The Ballad of Gay Tony és el segon contingut descarregable per al videojoc Grand Theft Auto IV, llançat exclusivament per a la seva versió de Xbox 360. Està disponible per descarregar des del 29 d'octubre del 2009.
El personatge triat per a The Ballad of Gay Tony és Luis Fernando López, un perdonavides de festes i un empleat del llegendari empresari de clubs nocturns Tony Prince, també conegut com a Gay Tony. El personatge haurà de determinar la seva lleialtat mentre a la vegada busca qui és sincer i qui és fals en un món on tothom té un preu.
El nou contingut descarregable basa tota la seva història en el món de la vida nocturna, una cosa molt contrastat si ho comparem amb l'anterior contingut descarregable que narrava la història de bandes moteres. Aquest fet fa que es generin moltes noves possibilitats de joc i missions no vistes anteriorment.
L'episodi va ser llançat a Xbox Live pel preu de 1600 Microsoft Points (€ 20) el 29 d'octubre de 2009.

## Síntesi
El segon episodi descarregable, The Ballad of Gay Tony injecta a Liberty City una sobredosi d'armes, glamour i indecència. Com Luis Fernando López, perdonavides a temps parcial i assistent a temps complet del llegendari empresari de la nit Anthony "Tony" Prince (conegut com a "Gay Tony"), lluitarà amb la competència de lleials familiars i amics, i amb la incertesa sobre qui és sincer i qui és fals en un món on tothom té un preu.
Igual que en el primer episodi, The Ballad of Gay Tony es creua tant amb la història principal de Grand Theft Auto IV, com amb l'episodi The Lost and Damned. El personatge principal, Luis Fernando López, es creua amb Niko Bellic en tres ocasions: en el robatori al banc de Liberty City, al museu mentre s'intercanvien els diamants (és qui dispara des de la finestra) i en el rescat de Gracie Ancelotti.

### Liberty City
Liberty City, la ciutat fictícia on transcorre tot el joc, està ambientada en Nova York i segueix sent molt similar a l'antiga versió apareguda a Grand Theft Auto IV. La ciutat consta aproximadament d'una superfície total de 14,18 km² (5,47 milles quadrades) repartits en 7 illes.

### Vehicles i mitjans de transport
Aquesta llista conté alguns vehicles que surten al videojoc amb les seves respectives velocitats màximes en km i milles (aproximadament).
| Nom                       | Tipus de veh. | Vel. Màx. | Vel. Màx.    |
| ------------------------- | ------------- | --------- | ------------ |
| Autobús                   | Cotxe         | 177 km/h  | 110 Milles/h |
| Banshee                   | Cotxe         | 224 km/h  | 139 Milles/h |
| Benson                    | Cotxe         | 148 km/h  | 92 Milles/h  |
| Bobcat                    | Cotxe         | 171 km/h  | 106 Milles/h |
| Buffalo                   | Cotxe         | 210 km/h  | 130 Milles/h |
| Buzzard                   | Helicopter    | 360 km/h  | 224 Milles/h |
| Camió de les escombraries | Cotxe         | 138 km/h  | 86 Milles/h  |
| Cavalcade                 | Cotxe         | 195 km/h  | 121 Milles/h |
| Cavalcade FXT             | Cotxe         | 171 km/h  | 106 Milles/h |
| Chavos                    | Cotxe         | 194 km/h  | 121 Milles/h |
| Comet                     | Cotxe         | 232 km/h  | 144 Milles/h |
| Coquette                  | Cotxe         | 223 km/h  | 139 Milles/h |
| Dilettante                | Cotxe         | 159 km/h  | 99 Milles    |
| Don Sabroso               | Cotxe         | 150 km/h  | 93 Milles    |
| Emperor                   | Cotxe         | 175 km/h  | 109 Milles/h |
| Esperanto                 | Cotxe         | 159 km/h  | 99 Milles/h  |
| F-620                     | Cotxe         | 237 km/h  | 147 Milles/h |
| Faction                   | Cotxe         | 179 km/h  | 111 Milles/h |
| Faggio                    | Moto          | 129 km/h  | 80 Milles/h  |
| Feltzer                   | Cotxe         | 186 km/h  | 116 Milles/h |
| Fortune                   | Cotxe         | 185 km/h  | 115 Milles/h |
| Habanero                  | Cotxe         | 195 km/h  | 121 Milles/h |
| Hellfury                  | Moto          | 171 km/h  | 106 Milles/h |
| Huntley Sport             | Cotxe         | 204 km/h  | 127 Milles/h |
| Infernus                  | Cotxe         | 225 km/h  | 140 Milles/h |
| Intruder                  | Moto          | 184 km/h  | 114 Milles/h |
| Maverick                  | Helicopter    | 356 km/h  | 221 Milles/h |
| Merit¹-²                  | Cotxe         | 191 km/h  | 119 Milles/h |
| NRG-900                   | Cotxe         | 207 km/h  | 129 Milles/h |
| Oracle                    | Cotxe         | 190 km/h  | 118 Milles/h |
| Packer                    | Cotxe         | 151 km/h  | 94 Milles/h  |
| Perennial                 | Cotxe         | 162 km/h  | 100 Milles/h |
| PMP-600                   | Cotxe         | 184 km/h  | 114 Milles/h |
| Rancher                   | Cotxe         | 165 km/h  | 103 Milles/h |
| Reble                     | Cotxe         | 171 km/h  | 106 Milles/h |
| Ruiner                    | Cotxe         | 202 km/h  | 126 Milles/h |
| Sabre GT                  | Cotxe         | 199 km/h  | 124 Milles/h |
| Sánchez                   | Moto          | 188 km/h  | 117 Milles/h |
| Schafter                  | Cotxe         | 196 km/h  | 122 Milles/h |
| Sentinel                  | Cotxe         | 201 km/h  | 125 Milles/h |
| Serrano                   | Cotxe         | 223 km/h  | 139 Milles/h |
| Solair                    | Cotxe         | 178 km/h  | 111 Milles/h |
| Super Diamond             | Cotxe         | 228 km/h  | 142 Milles/h |
| Super Drop Diamond        | Cotxe         | 239 km/h  | 149 Milles/h |
| Tampa                     | Cotxe         | 200 km/h  | 124 Milles/h |
| Tren3                     | Tren          | 114 km/h  | 71 Milles/h  |
| Turismo                   | Cotxe         | 229 km/h  | 142 Milles/h |
| Utilitario Blista         | Cotxe         | 206 km/h  | 128 Milles/h |
| Vader                     | Moto          | 212 km/h  | 132 Milles/h |
| Voodoo                    | Cotxe         | 150 km/h  | 93 Milles/h  |
| Washington¹-²             | Cotxe         | 164 km/h  | 102 Milles/h |

¹ També és utilitzat pels taxis.

² També és utilitzat pels cotxes de policia.

3 Només disponible com a passatger.

## Desenvolupament
"Liberty City és el món de joc més vibrant que mai hem creat. L'estructura episòdica ens ha permès entrellaçar històries, jugabilitat i atmosfera d'una manera completament nova", va dir Sam Houser, fundador de Rockstar Games. "L'equip de Rockstar North s'ha superat de nou, i ha fet alguna cosa èpic i molt innovador. Aquest episodi se centra en la vida nocturna d'elit, en contrast amb les bandes moteres retratades a The Lost and Damned, donant-nos un munt de noves possibilitats jugables".

### Edició especial
Grand Theft Auto: Episodes From Liberty City ofereix dos jocs en un disc: l'episodi completament nou The Ballad of Gay Tony i el primer episodi, The Lost and Damned junts per primera vegada en disc per a Xbox 360 i no necessita una còpia de Grand Theft Auto IV per jugar. Va sortir a la venda al mercat el 29 d'octubre de 2009.

## Novetats
Per a aquest episodi s'anuncien diverses novetats respecte a Grand Theft Auto IV com:
- Noves missions i una història dins del món del glamour i la vida nocturna de Liberty City.
- Nous vehicles d'alta gamma.
- Noves opcions en els modes multijugador.
- Nous continguts a la televisió, ràdio i internet.
- Més missions ocultes i nous èxits.

## Armes i objectes
- Punys
- Objecte Contundent (es poden agafar del pis)
- Bat de Beisbol
- Ganivet
- Pistola
- Desert Eagle
- Pistola 44
- Micro Uzi
- Micro Uzi Daurada
- MP5
- Subfusell d'Assalt
- Escopeta
- Spas 12
- Escopeta Explosiva
- Ak-47
- Carabina M4
- MG Avançada
- Rifle de Franctirador
- Rifle de Franctirador Avançat
- PSG-1
- Llançacoets
- Còctel Molotov
- Granada
- Bomba Lapa
- Paracaigudes
- Armilla Antibalas

## Armes i objectes exclusius de GTA: The Ballad of Gay Tony
- Pistola 44: Una veritable arma d'alta velocitat, per a una ràpida i precisa matança.
- Escopeta explosiva: Ràpid per enderrocar diversos objectius amb facilitat.
- Subfusells d'assalt: Lleuger, compacte i precís, aquesta metralladora és perfecte per al combat urbà.
- Micro Uzi daurada: Per a l'home que ho té tot.
- MG avançada: Dispara 900 bales per minut.
- Rifle de franctirador avançat: Amb un gran augment d'abast, el tipus de foc de franctiradors i de zoom.
- Bomba adhesiva: per detonar a distància.
- Paracaigudes: Accedeix a la caiguda dels enemics des de dalt, o fer una sortida ràpida de sigil dels edificis al carrer.

## Recepció

### Crítiques
Rockstar ha augmentat el nivell de contingut sexual en el joc, provocant que alguns ho qualifiquen com "Adults Only". Això és perquè hi ha escenes on es veu el protagonista tenint relacions sexuals, però amb roba (sense nus), i també mostra un home completament nu (sense contingut sexual).